# Fritz Berg

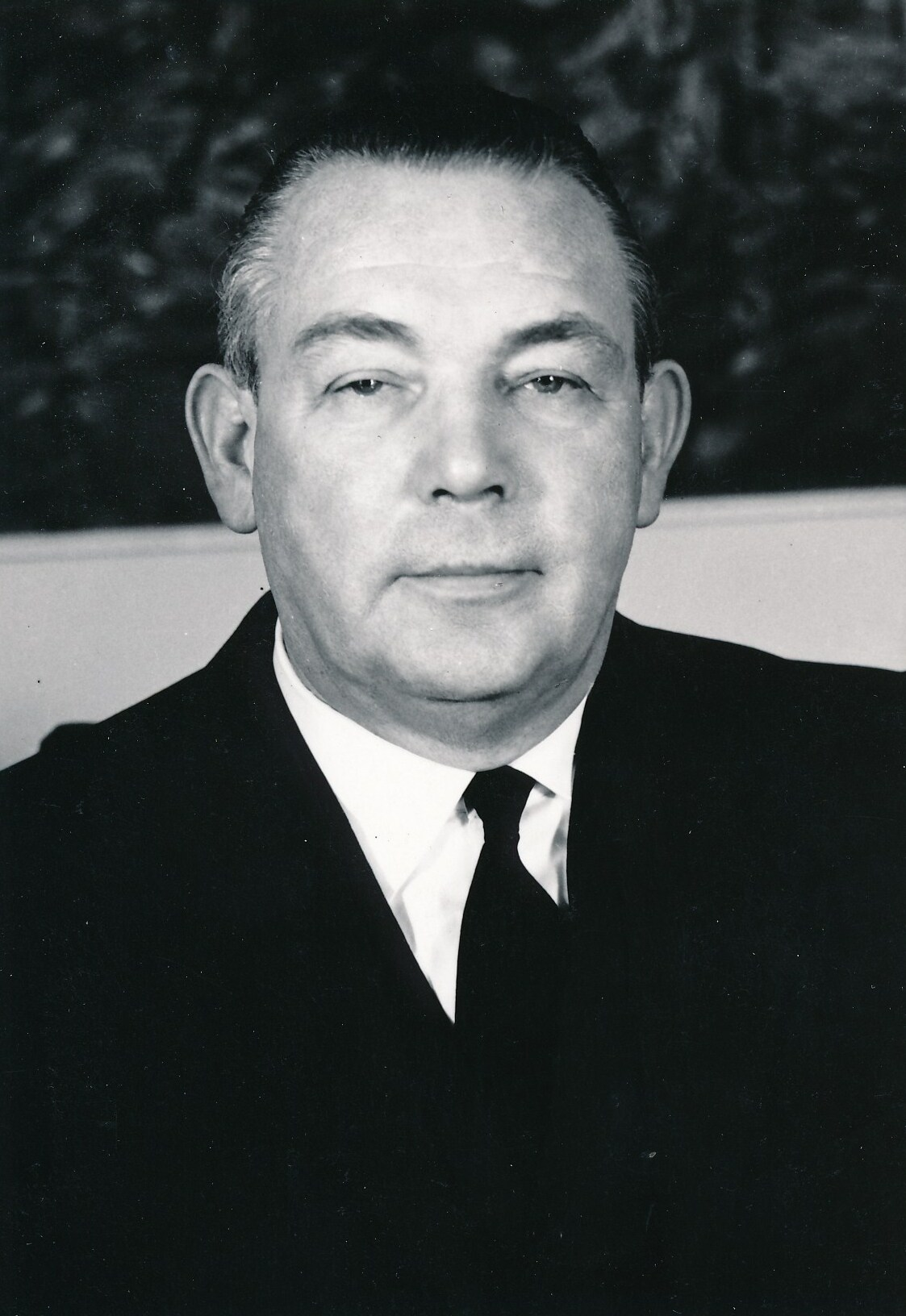
Fritz Berg (1955)

Fritz Berg (* 27. August 1901 in Altena (Westfalen); † 3. Februar 1979 in Köln; vollständiger Name: Friedrich Berg) war ein deutscher Unternehmer in der Metall verarbeitenden Industrie sowie von 1949 bis 1971 der erste Präsident im Bundesverband der Deutschen Industrie (BDI) nach dem Zweiten Weltkrieg.

## Leben
Fritz Bergs Eltern waren der Unternehmer Wilhelm Berg (1854–1918) und dessen Ehefrau Emma Berg geb. Mayweg (1868–1939). Fritz Berg besuchte das Realprogymnasium Altena von 1911 bis 1918. Danach absolvierte er eine kaufmännische Lehre in einem Bankgeschäft und in einem Exporthandelshaus in Hamburg. Von 1921 bis 1922 studierte er in Köln, wo er Mitglied des Corps Hansea Köln wurde. Berg war evangelisch-lutherischer Konfession bis zu seinem Kirchenaustritt im Jahr 1938. Er war in erster Ehe seit 6. September 1928 verheiratet mit Helen Shirley Roblin (* 27. November 1900) aus Picton (Ontario, Kanada). In zweiter Ehe war Berg verheiratet mit Hildegard geb. Flaßkamp (* 26. Dezember 1909 in Eupen). Beide Ehen blieben kinderlos.
Von 1925 bis 1928 war Berg in den USA in verschiedenen Stellungen in Industrie und Handel tätig (u. a. bei den Ford-Werken in Detroit). Am 11. Januar 1928 trat er zunächst als Angestellter, dann als Prokurist in das Unternehmen seines Vaters Wilhelm Berg ein, das sich mit Metallerzeugnissen befasste; 1934 wurde er zunächst Teilhaber und am 2. November 1940 nach dem Tod des Teilhabers Friedrich Ernst Hohage Alleininhaber des Unternehmens Wilhelm Berg. Dieses Unternehmen mit Stammwerk in Altena/Westfalen betrieb Mitte der 1930er Jahre Zweigwerke in Berlin, Breslau, Dresden, Düsseldorf, Frankfurt/Main, Grüne/Kreis Iserlohn, Hamburg, München, Nürnberg, Schlawe/Pommern und Stuttgart. Ab 1932 arbeitete auch Fritz  Bergs Bruder Wilhelm als Leiter des Zweigwerks Düf im Unternehmen. 1950 trat Dr. Hermann Berg, ebenfalls ein Bruder von Fritz Berg, als Leiter des Zweigwerks Grüne in das Unternehmen ein.
Berg beantragte am 13. November 1937 die Aufnahme in die NSDAP und wurde rückwirkend zum 1. Mai desselben Jahres aufgenommen (Mitgliedsnummer 5.300.965). Berg war Mitglied in der DAF, der NSV, im Turnverein Städtisch Rahmede 1889, in einem Tennisclub und im Reichsbund Deutscher Jägerschaft.
Berg war Mitglied der Südwestfälischen Industrie- und Handelskammer zu Hagen und der Industrie- und Handelskammer Dortmund. Berg war innerhalb der Reichsgruppe Industrie Leiter der Fachgruppe „Fahrradteile“ von 1933 bis 1945 und kommissarischer Leiter der Fachgruppe „Betten und Matrazen“ von 1940 bis 1945. 1942 wurde er Mitglied des Beirats der Gauwirtschaftskammer, 1943 stellvertretender Leiter der Wirtschaftsgruppe Eisen-, Stahl- und Blechwarenindustrie und Mitglied des Präsidiums der Wirtschaftsgruppe Metallwaren.
Am 5. April 1944 wurden Fritz Berg und fünfzehn weitere Personen durch den NSDAP-Kreisleiter Gottfried Joest zu Ratsherren der Stadt Altena berufen, vereidigt und auf die gewissenhafte Ausführung  verpflichtet. Dieses Amt hatte Berg bis zum Kriegsende inne.
Vom 21. April 1945 bis 10. August 1945 war Fritz Berg von der alliierten Militärbehörde ernannter ehrenamtlicher Bürgermeister der Stadt Altena. Im August 1945 beauftragten die damaligen Provinzialregierungen von Westfalen und Nord-Rheinprovinz Berg, die Reorganisation der eisen, blech und metallverarbeitenden Industrie durchzuführen. Im Spätsommer 1946 wurde Berg zum Präsidenten der Südwestfälischen Industrie- und Handelskammer zu Hagen gewählt.
Fritz Berg wurde im Verfahren zur Entnazifizierung am 9. Mai 1947 durch den Hauptausschuss zur Entnazifizierung nach Beschlussvorschlag vom 5. Mai 1947 in Kategorie V als „unbelastet“ eingestuft. Nahtlos knüpft seine Nachkriegsbiografie 1946 mit dem Vorsitz des Wirtschaftsverbandes Eisen-, Blech- und Metallwarenindustrie in Düsseldorf an. Im selben Jahr wurde er auch Mitglied des Ausschusses für Fragen des Marshall- und Schumanplans. Im Oktober 1949 wurde Fritz Berg mit überwältigender Mehrheit zum ersten Präsidenten des Bundesverbandes der Deutschen Industrie (BDI) gewählt. Dieses Amt übte er über 22 Jahre bis 1971 aus.

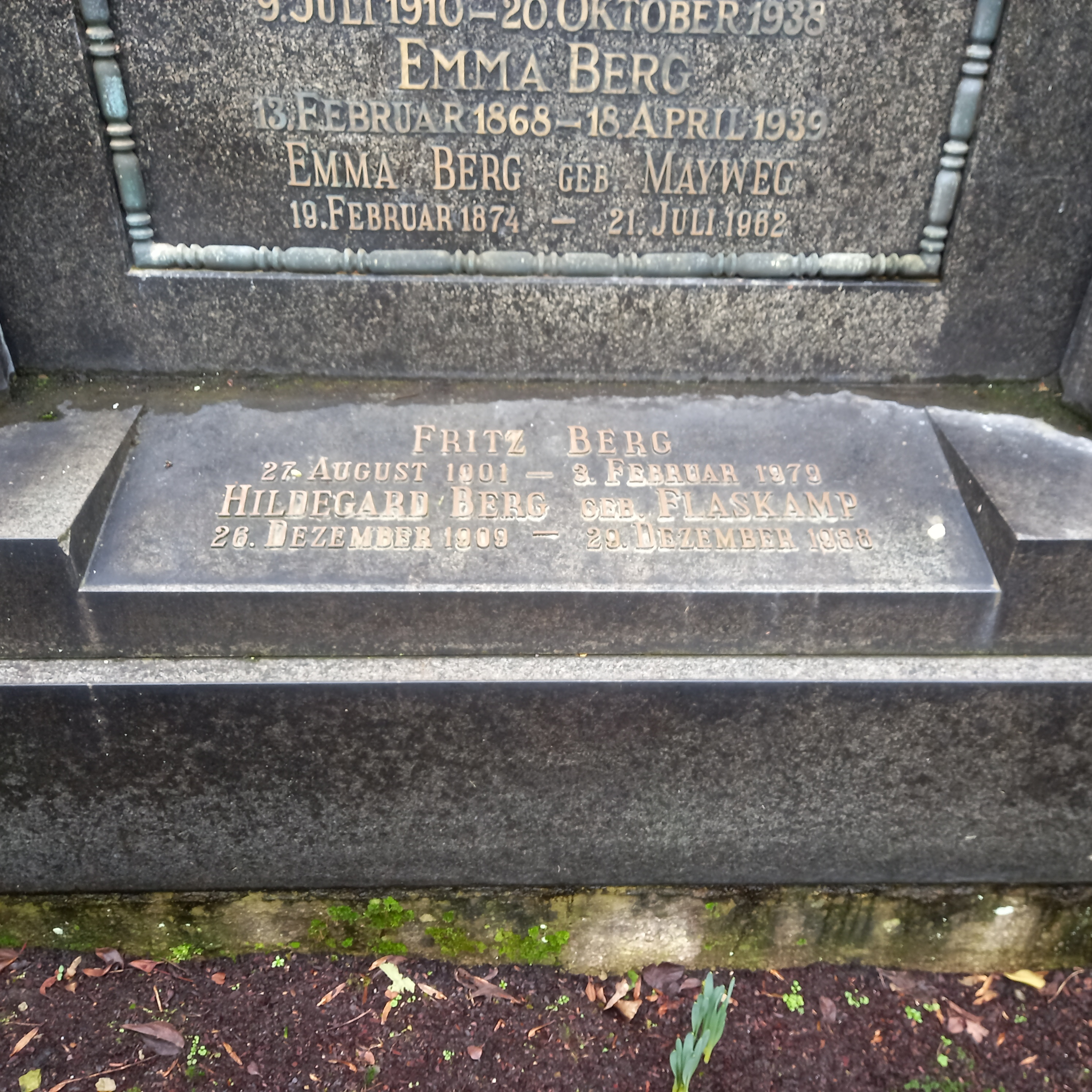
Das Grab von Fritz Berg und seiner Ehefrau Hildegrd geborene Flaskamp im Familiengrab auf dem evangelisch-lutherischen Friedhof Mühlendorf in Altena

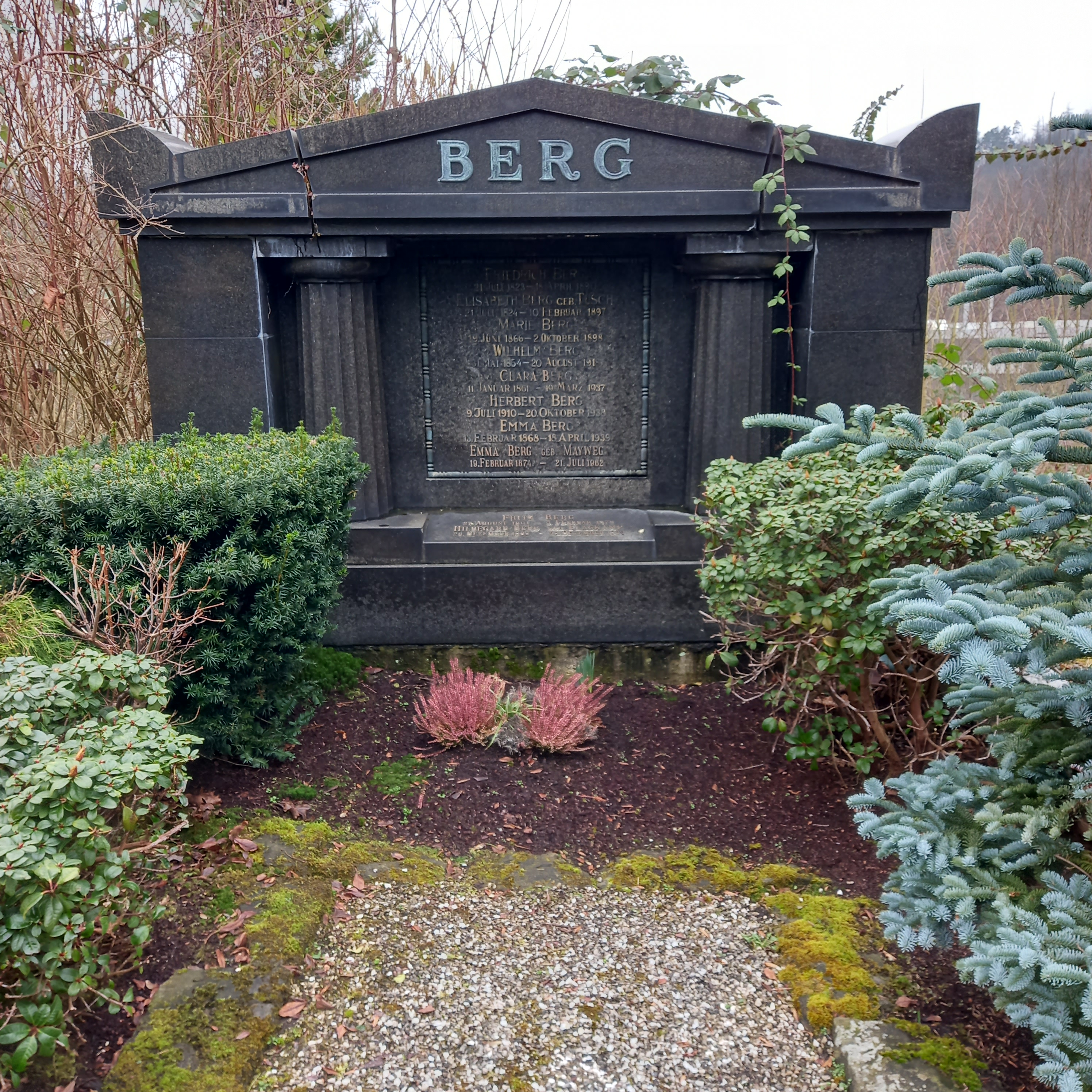
Familiengrab von Fritz Berg in Altena

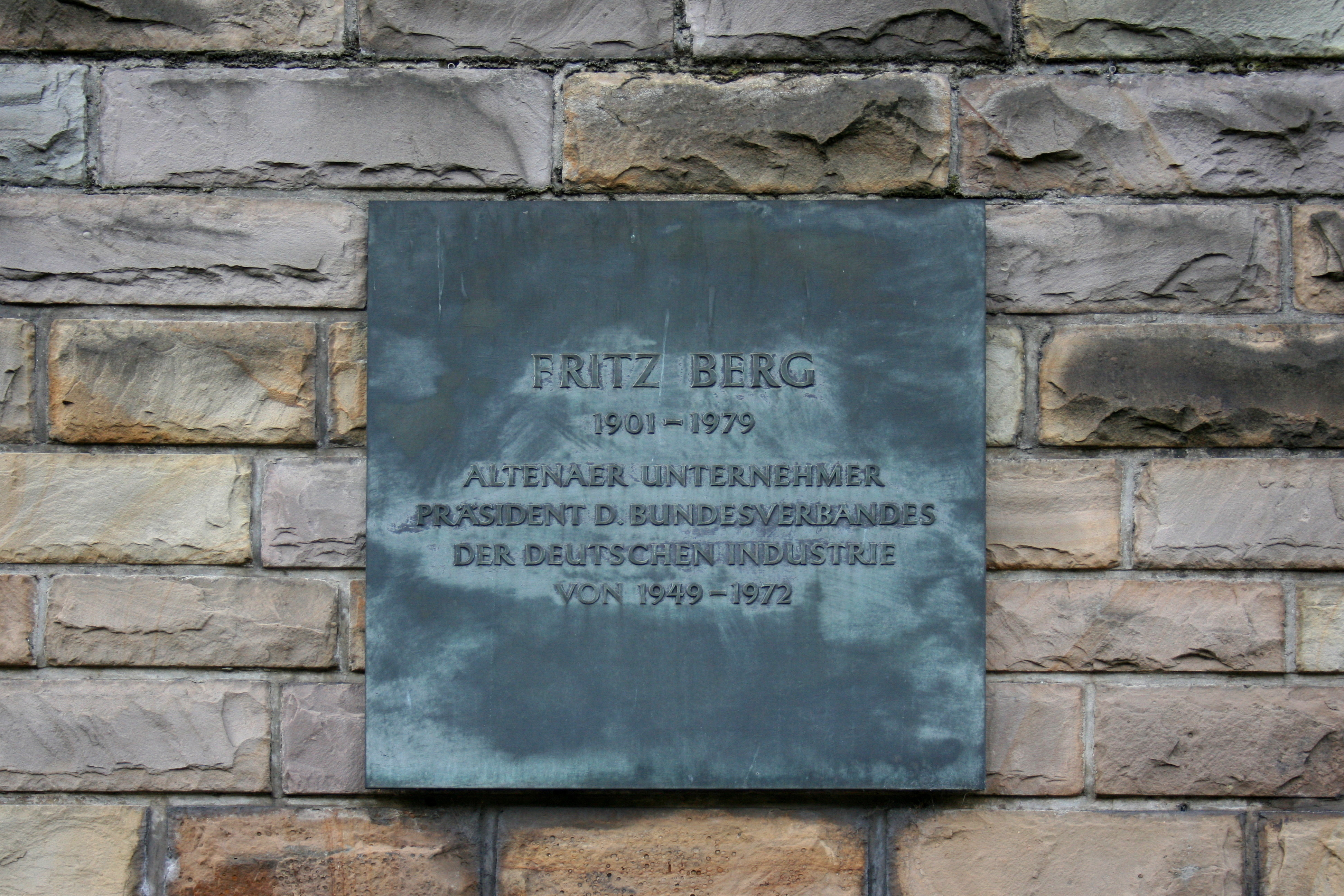
Tafel an der Fritz-Berg-Brücke über die Lenne in Altena (1982)

Berg leitete 1951 die erste westdeutsche Industriellen-Delegation nach den USA. Später war er Mitglied des Präsidiums der Deutschen Gesellschaft für Auswärtige Politik, Gutsbesitzer und Vorsitzender bzw. Mitglied zahlreicher Aufsichtsräte. Berg war zudem Geschäftsführer der Staatsbürgerlichen Vereinigung und dadurch in die umstrittene Parteienfinanzierung der CDU in den 1970er Jahren verstrickt. Als BDI-Präsident äußerte er im Herbst 1969 anlässlich der „wilden“ Septemberstreiks in der Stahlindustrie des Ruhrgebiets, man hätte „ruhig schießen sollen, dann herrscht wenigstens Ordnung“.
Die von Fritz Berg testamentarisch verfügte Gründung der Fritz-Berg-Stiftung erfolgte im Jahr 1989. Die Stiftung wurde Mitte 1993 als gemeinnützig mit dem Stiftungszweck „Altenhilfe (einschließlich Altenheime)“ anerkannt. Sie betreibt seit 1995 das Fritz-Berg-Haus, eine Pflegeeinrichtung für ältere Menschen in Altena.
Hildegard Berg baute die Kunstsammlung „Fritz und Hildegard Berg“ mit kostbaren Bildern des Impressionismus und des Expressionismus auf und vermachte sie 1988 dem Karl-Ernst-Osthaus-Museum Hagen. Im gleichen Jahr wurde aufgrund testamentarischer Verfügung von Hildegard Berg die Fritz und Hildegard Berg-Stiftung zur Förderung medizinischer Wissenschaft und Forschung, betreut durch das Deutsche Stifterzentrum in Essen, gegründet.

## Ehrungen
- 1953: Großes Verdienstkreuz mit Stern der Bundesrepublik Deutschland[15]
- 1956: Großes Verdienstkreuz mit Stern und Schulterband der Bundesrepublik Deutschland
- 1958: Ehrenzeichen des Roten Kreuzes
- 1964: Kommandeur der französischen Ehrenlegion
- 1965: Ehrenkommandeur des Ordens des britischen Empire
- 1963: Großes Goldenes Ehrenzeichen mit Stern der Republik Österreich[16]
- 1982 benannte die Stadt Altena die neue Brücke über die Lenne nach Fritz Berg.